# Psyché et l'Amour (Gérard)
Pour les articles homonymes, voir Psyché et l'Amour.
Psyché et l'Amour – ou Psyché recevant le premier baiser de l'Amour – est un tableau réalisé par le peintre français François Gérard en 1798. De format vertical, cette huile sur toile est une peinture mythologique qui représente Éros déposant un baiser sur le front de Psyché, que survole un papillon. Présentée en 1798 au Salon de peinture et de sculpture, à Paris, l'œuvre passe par la suite entre les mains de Joachim Lebreton, puis de Jean Rapp. Elle est conservée au musée du Louvre.